# Siciliano (Lucio Dalla)
Siciliano è un brano musicale del cantautore italiano Lucio Dalla, inviato alle radio come singolo il 28 settembre 2001; primo estratto dal venticinquesimo album in studio Luna Matana. Inizialmente il singolo doveva essere Kamikaze, ma l'etichetta discografica volle evitare brani che parlassero degli attentati dell'11 settembre 2001.
Il brano ha visto la partecipazione vocale di Carmen Consoli ed ha debuttato al quarto posto dei più trasmessi in radio.